# José Antonio Pérez Fabo
José Antonio Pérez Fabo (Marcilla, Navarra, 16 de marzo de 1942) es un artista plástico y escultor, reconocido por su habilidad para juntar en sus obras lo figurativo y lo abstracto. A lo largo de su vida pasó por distintas facetas, comenzando su actividad en la década de los años 60 con una pintura figurativa, evolucionando en la década siguiente a un expresionismo surrealista que acabaría por desenlazar en los 80 a una expresión abstracta propia del autor. Muchas de sus obras acabarían publicándose en revistas como 'La Codorniz' o en exposiciones internacionales, fundamentalmente en Europa y América.

## Biografía

### Primeros años
José Antonio Pérez nació en la villa de Marcilla, Navarra, el 16 de marzo de 1942. Desde muy joven se interesó por el mundo de las artes, comenzando su formación en la Escuela de Artes y Oficios de Pamplona, en donde estuvo influenciado por la denominada Escuela Vasca, la cual, le empujó a tomar un camino autodidacta en sus pinturas y diseños. Desde 1960 partiría desde el realismo para hacer carteles y folletos, algo que perduraría hasta el año 2005.

### Década de los 70
No fue hasta el año 1970 cuando decidió partir hacia Madrid, en donde elaboraría carteles para la sede del Museo Español de Arte Contemporáneo de Madrid (MEAC), la cual se estaba inaugurando. Es en este momento en el que se da una transición hacia el expresionismo del autor, quien decide crear la serie de Don Cirilo y Sanchón, para la revista 'La Codorniz'. Aunque fue de sus primeras obras en su breve faceta historietistica, es una muestra de sus trabajos como ilustrador y portadista que fueron su fuente principal de ingresos a lo largo de su vida. También, entre sus primeros pasos en este mundillo, es posible ver su participación como ilustrador en la obra Setas Perretxikoak de 1971 de Iñaki Linazasoro.

### Década de los 80
A comienzos de esta etapa, su pintura puede considerarse como neocubista, en donde equilibra la voluntad estructuradora con la expansión de la vibración de los ángulos, así como de los planos de luz, algo que se puede ver en El grito del caos (1983), donde se observa su grafismo y plasticidad, así como señas del futurismo italiano.

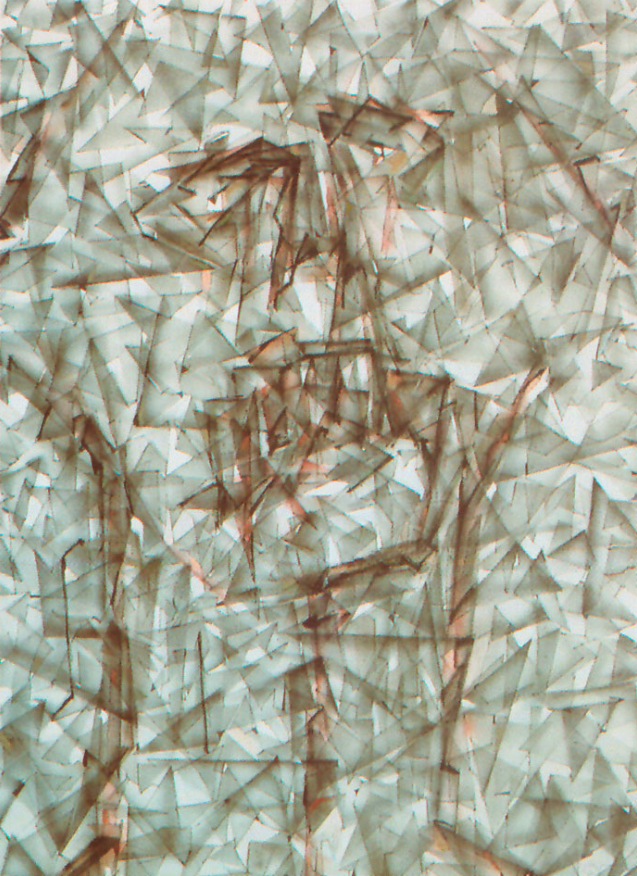
El grito del caos (1983)

En 1980, formó parte del homenaje al artista Joan Miró que se produjo en la ciudad italiana de Montecatini, donde acudieron invitados como José Luis Cuevas, Eusebio Sempere y Manuel Rivera entre otros. Poco tiempo después comenzaría a trabajar como diseñador para la revista de las artes llamada 'Guadalimar', en la que estaría trabajando por más de 20 años, colaborando con artistas contemporáneos como Tapiés. Fue en 1983, cuando contribuyó en la obra Doce reflexiones al aguafuerte sobre Juan Carlos de Borbón y doce apuntes literarios sobre el curioso juego del ajedrez, en la que participaron artistas célebres como Joan Miró, Eduardo Chillida, Rafael Canogar y Joaquín Capa junto con otros del momento. A mediados de la década también ilustró todo el libro de Don Quijote de la Mancha de Mauro Armiño.

### Década de los 90 en adelante
Su actividad iría disminuyendo a partir de 1995, momento en el que se da la última etapa del autor, quien comienza a centrarse en obras pictóricas, dejando de lado su parte escultórica. Es un momento en el que se fomenta la abstracción y el color en su arte, generando principalmente sus trabajos sobre papel y de un tamaño reducido, siendo una etapa definida por él mismo como "contextos de sentimiento-espacio-color-reflexión", como se puede ver en su obra La ciudad me mata de 1991. Siguió con su trabajo como ilustrador, siendo muestra de ello en la portada del juego de rol Far West de la edición de 1993, la cual fue encargada al artista marcillés.

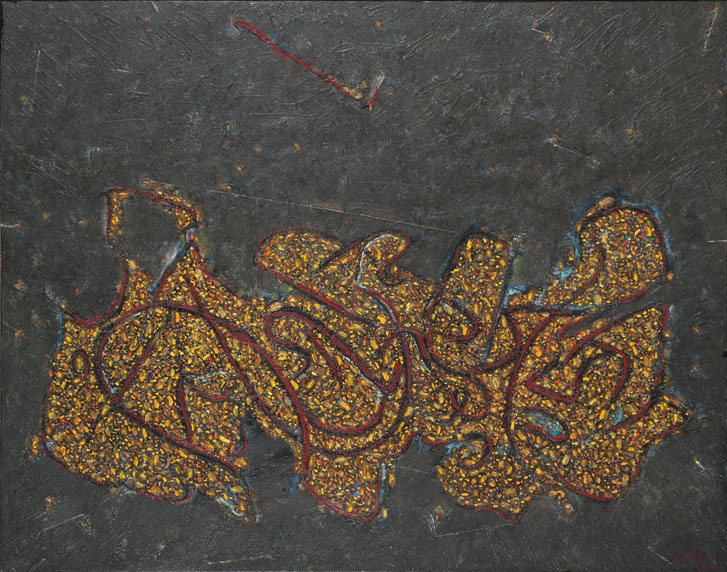
La ciudad me mata (1991)

Desde el año 2000, comenzó a hacer obras literarias como Historia de Marcilla en 2009, obra dedicada a su pueblo en forma de cómic en la que el autor relata la historia de la villa desde la prehistoria hasta la actualidad, haciendo hincapié en los sucesos y personajes más importantes. También, siendo más reciente, está su obra "Bromuro de Plata" de 2017.
Sus obras han sido expuestas al público por toda España, así como por otros países, estando la mayor parte de sus obras en colecciones privadas. Una de sus últimas exposiciones fue llevada a cabo en 2012, en el Pabellón de Mixtos de la ciudadela de Pamplona.

## Su arte polifacético

### Ilustración

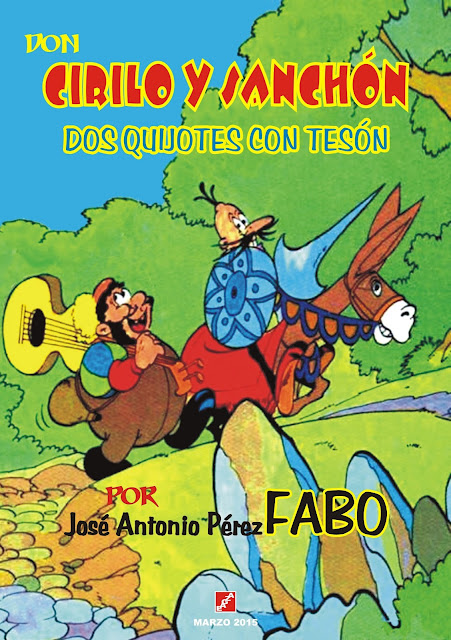
Don Cirilo y Sanchón

Fue su pintura, pero sobre todo su ilustración, lo que permitió a José Antonio Pérez tener una fuente de ingresos a lo largo de su vida artística, por lo que los trabajos para campañas publicitarias, revistas, libros e, incluso, juegos, estuvieron muy presentes. De entre todos ellos, cabe destacar la creación de Don Cirilo y Sanchón para la revista 'La Codorniz'.

### Escultura
Sus capacidades como escultor le permitieron abarcar temas como la naturaleza, la mitología, la abstracción y la figura humana. Los materiales que empleaba para dichos trabajos eran muy variados, usando bronce, mármol, madera e, incluso, acero entre otros. Como la mayoría de sus trabajos pictóricos, sus esculturas se encuentran en colecciones privadas, no solo en España, sino también por Europa y América.

### Escritura
José Antonio Pérez Fabo comenzó su faceta de escritor desde comienzos del siglo XXI, obras literarias acompañadas de sus ilustraciones, siendo la primera y más conocida la Historia de Marcilla del año 2009, dedicada a su localidad natal para transmitir su historia más relevante en formato cómic. Su trabajo de escritor más reciente se puede ver con El señor del castillo de 2013 y Bromuro de Plata del año 2017.

## Exposición de obras
Aunque sus obras han sido expuestas en numerosas ocasiones por muchos países, sobre todo europeos y americanos, cabe destacar su exposición del año 2012, llevada a cabo en el Pabellón de Mixtos de la Ciudadela de Pamplona. En ella se pudo ver más de 50 años de trabajo de José Antonio Pérez Fabo, aunque presidían obras posteriores a 1995, también se expusieron trabajos de entre los años 60 hasta 2005.
La exposición, aunque ya finalizada, puede verse en la plataforma de YouTube, en un vídeo titulado "José Antonio Pérez Fabo" de la cuenta Cubo Blanco.